# Okrúhlica (932 m)
Okrúhlica (932 m) – szczyt Gór Kisuckich (słow. Kysucká vrchovina) w północnej Słowacji.
Znajduje się na południowych obrzeżach tego pasma. Wraz z przedwierzchołkiem zwanym Kykulą, położonym ok. 700 m na południowy wschód od szczytu, stanowi samodzielny masyw, połączony jedynie na północnym wschodzie wąskim, dość obniżonym (ok. 775 m) grzbietem z nieco wyższym Mravečníkiem (993 m). Masyw ten prawie ze wszystkich stron oddzielony jest od sąsiednich wzniesień głębokimi dolinami potoków. Południowe stoki Okrúhlicy opadają do doliny Varínki w miejscowości Belá, zachodnie, północne i wschodnie do dolin dwóch dopływów Varínki. Doliny tych potoków oddzielają Okrúhlicę i Kykulę od sąsiednich szczytów Gór Kysuckich; po północno-wschodniej stronie jest to wspomniany Mravečník, po zachodniej Hrbate (690 m).
Okrúhlicę porasta las świerkowy, jednak na jej zachodnich stokach są spore polany. Stoki te trawersuje dobra droga leśna. Przez szczyt nie prowadzi żaden znakowany szlak turystyczny, natomiast szlak taki poprowadzono doliną potoku pomiędzy Okrúhlicą i Mravečníkiem.